# Меннесі (кантон)
Меннесі́ (фр. Mennecy) — кантон у Франції, в департаменті Ессонн регіону Іль-де-Франс.

## Склад кантону
Кантон включає в себе 12 муніципалітетів:
| Муніципалітет        | Площа | Населення, осіб | Рік  |
| -------------------- | ----- | --------------- | ---- |
| Балланкур-сюр-Ессонн | 11,30 | 7206            | 2007 |
| Вер-ле-Гран          | 15,93 | 2356            | 2007 |
| Вер-ле-Петі          | 6,83  | 2530            | 2007 |
| Ешаркон              | 6,81  | 724             | 2007 |
| Ле-Кудре-Монсо       | 11,44 | 4250            | 2007 |
| Меннесі              | 11,09 | 13225           | 2007 |
| Ненвіль-ле-Рош       | 5,93  | 443             | 2007 |
| Оверно               | 6,50  | 318             | 2007 |
| Ормуа                | 1,88  | 1746            | 2007 |
| Фонтене-ле-Віконт    | 6,83  | 1298            | 2007 |
| Шамкей               | 16,35 | 2753            | 2007 |
| Шеванн               | 10,23 | 1655            | 2007 |

## Консули кантону
| Період    | Консул             | Посада                                        |
| --------- | ------------------ | --------------------------------------------- |
| 1988—1999 | Xavier Dugoin      | Сенатор                                       |
| 1999—2001 | Élizabeth Doussain |                                               |
| 2001—2014 | Patrick Imbert     | Член ради муніципалітету Балланкур-сюр-Ессонн |

| Франція | Це незавершена стаття з географії Франції. Ви можете допомогти проєкту, виправивши або дописавши її. |